# Henry Jenkins
Henry Jenkins (Atlanta, 4 giugno 1958) è un sociologo e saggista statunitense che si occupa di media, comunicazione e giornalismo.

## Biografia
Jenkins è professore presso la University of Southern California. In precedenza è stato al MIT dove ha codiretto il Comparative Media Studies Program. La sua formazione si è svolta dapprima presso la Georgia State University dove ha studiato scienze politiche e giornalismo, e in seguito presso la University of Iowa e la University of Wisconsin–Madison, in cui si è specializzato nei campi della comunicazione e della comunicazione dell'arte.

## Campi di ricerca
Fra i suoi oggetti di interesse si segnalano i rapporti fra testo e lettore, la crescita delle fan culture (le espressioni artistiche dal basso che gli appassionati di generi culturali anche minori producono in via autonoma) e lo sviluppo dei franchise dell'industria dell'intrattenimento.
Jenkins studia inoltre il fenomeno delle culture partecipative nell'ottica della New media Literacy, la capacità da parte di giovani e di adulti di acquisire le competenze necessarie per essere fruitori consapevoli e partecipanti attivi della cultura che nasce nel contesto dei nuovi media. I temi trattati in quest'ottica variano dalle modalità di apprendimento, all'intelligenza collettiva, alla comunicazione transmediale, al gap di partecipazione, ai problemi etici legati al mondo dei nuovi media. Una definizione del concetto di cultura partecipativa si trova nel suo saggio Culture partecipative e competenze digitali:
(Henry Jenkins, Culture partecipative e competenze digitali: media education per il XXI secolo)
Nel saggio Cultura convergente si focalizza sul modo in cui gli individui combinano fra loro diversi media, suggerendo che la convergenza mediale vada intesa come processo culturale piuttosto che come effetto delle tecnologie.
Si interessa anche dell'utilizzo dei videogiochi in campo educativo, interesse che lo ha portato a partecipare al progetto di studio Education Arcade del Massachusetts Institute of Technology (MIT).
Jenkins è autore di vari saggi. In Italia, in particolare, è conosciuto per il saggio Cultura convergente, pubblicato da Apogeo nel 2007, con prefazione del collettivo Wu Ming.. Inoltre nel 2009 un estratto dalla prefazione al suo testo Fan, blogger e videogamers: l'emergere delle culture partecipative nell'era digitale, scritta dal sociologo italiano Giovanni Boccia Artieri, è stato selezionato come traccia per la prova scritta di Italiano per l'esame di maturità.

## Opere
- Henry Jenkins, Fans, bloggers, and gamers: exploring participatory culture, New York, New York University Press, 2006, ISBN 0-8147-4285-8. (Trad. it.  Henry Jenkins, Fan, blogger e videogamers: l'emergere delle culture partecipative nell'era digitale, Milano, Franco Angeli, 2008, ISBN 978-88-464-8945-6.)
- Henry Jenkins, Convergence culture: where old and new media collide, New York, New York University Press, 2006, ISBN 978-0-8147-4295-2. (Trad. it.  Henry Jenkins, Cultura convergente, Milano, Apogeo, 2007, ISBN 978-88-503-2629-7.)
- Henry Jenkins, Confronting the challenges of participatory culture: media education for the 21st century, MIT Press, Cambridge, MA, 2009, ISBN 978-0-262-51362-3. (Trad. it.  Henry Jenkins, Culture partecipative e competenze digitali: media education per il 21. secolo, Milano, Guerini studio, 2010, ISBN 978-88-6250-233-7.)
- Henry Jenkins, Sam Ford, Joshua Green, Spreadable media. Creating value and meaning in a networked culture, New York, New York University Press, 2013. ISBN 9780814743508 (Trad. it. Henry Jenkins, Sam Ford, Joshua Green, Spreadable media. I media tra condivisione, circolazione, partecipazione, Milano, Apogeo Education/Maggioli, 2013. ISBN 9788838789946.)